# إينيغو مارتينيز
إينيغو مارتينيز (بالإسبانية: Íñigo Martínez) هو لاعب كرة قدم دولي إسباني ولد سنة 1991. يلعب مع نادي النصر في الدوري السعودي للمحترفين في مركز قلب الدفاع.
قضى معظم مسيرته الاحترافية مع ريال سوسيداد، حيث لعب 238 مباراة (سجل 17 هدفًا) في جميع المسابقات بعد ظهوره لأول مرة في سن العشرين. في يناير 2018 وقع عقدًا مع أثلتيك بلباو وفي يوليو 2023 إنضم إلى نادي برشلونة بصفقة إنتقال حر.وفي أغسطس 2025 انتقل للعب مع نادي النصر السعودي بصفة انتقال حرّ.

## روابط خارجية
- إينيغو مارتينيز على موقع الاتحاد الدولي (مؤرشف)  (الإنجليزية)
- إينيغو مارتينيز على موقع الاتحاد الأوربي (الإنجليزية)
- إينيغو مارتينيز على موقع قاعدة بيانات كرة القدم.إي يو (الإنجليزية)
- إينيغو مارتينيز على موقع ليكيب (الفرنسية)
- إينيغو مارتينيز على موقع ناشيونال فوتبول تيمز (الإنجليزية)
- إينيغو مارتينيز على موقع Soccerbase.com (لاعب) (الإنجليزية)
- إينيغو مارتينيز على موقع Soccerway.com (الإنجليزية)
- إينيغو مارتينيز على موقع عالم كرة القدم.نت (الإنجليزية)
- إينيغو مارتينيز على موقع أوليمبيديا (الإنجليزية)
- إينيغو مارتينيز على موقع AS.com (الإسبانية)